# Ulf Hamacher
Ulf Reiner Wilhelm Hamacher, född 2 juni 1920 i Sankt Johannes församling, Stockholm, död 4 mars 1993 i Katarina församling, Stockholm, var en svensk advokat och politiker, främst känd för sin ledande position inom Sveriges Nationella Förbund under 1970- och 1980-talen. Hamacher var även klubbmästare i Ungsvenska klubben, grundare av den katolska S:t Michaelsorden, och drivande i det Pinochetvänliga Svensk-Chilenska Sällskapet. Hamacher var också aktiv i den högerextrema internationella sammanslutningen World Anti-Communist League.